# Municipio de Wilkes-Barre
El municipio de Wilkes-Barre  (en inglés: Wilkes-Barre Township) es un municipio ubicado en el condado de Luzerne en el estado estadounidense de Pensilvania. En el año 2000 tenía una población de 3.235 habitantes y una densidad poblacional de 420.1 personas por km².

## Geografía
El municipio de Wilkes-Barre se encuentra ubicado en las coordenadas 41°13′41″N 75°52′06″O / 41.22806, -75.86833.

## Demografía
Según la Oficina del Censo en 2000 los ingresos medios por hogar en la localidad eran de $30,603 y los ingresos medios por familia eran $37,188. Los hombres tenían unos ingresos medios de $30,806 frente a los $27,426 para las mujeres. La renta per cápita para la localidad era de $20,055. Alrededor del 9,5% de la población estaban por debajo del umbral de pobreza.